# Ванцетти (пароход)
«Ванцетти» — грузовой пароход-лесовоз построенный в Советском Союзе в 1928 году. Участник Арктических конвоев в годы Великой Отечественной войны. Известен тем, что одним из первых открыл сквозные коммерческие перевозки грузов по Северному морскому пути в 1935 году а также вышел победителем в бою с немецкой подводной лодкой, произошедшем в Баренцевом море в январе 1943 года. Последний рейс совершил в 1975 году.

## История

### Создание парохода
Пароход «Ванцетти» был построен на Балтийском заводе в Ленинграде в 1928 году и являлся представителем третей, усовершенствованной, серии первых советских лесовозов типа «Товарищь Красин». Пароход имел работающую на угле паровую машину мощностью 950 л.с., которая обеспечивала скорость 8,5 узлов. Основные размеры составляли: длина 91,3 м, ширина 13,16 м, осадка 6,27 м, вместимость 2360 регистровых тонн. Название дано в честь Бартоломео Ванцетти американского рабочего-анархиста, казненного в августе 1927 года вместе с Николой Сакко по судебному делу «Сакко и Ванцетти». Однотипный с «Ванцетти» лесовоз «Сакко» построен в СССР чуть ранее и был головным в серии. После постройки оба судна трудились в составе Мурманского арктического пароходства около семи лет.

### Рейсы по Северному морскому пути
В 1935 году, совместно с лесовозом «Искра», «Ванцетти» открыл эпоху сквозных перевозок на транспортных судах по Северному Морскому пути. Рейс начался 8 июля в Ленинграде, где судно, под командованием капитана Г. Бютнера приняло на борт 2500 т зерна. 21 июля «Ванцетти» прибыл в Мурманск и принял на борт дополнительные грузы для полярных станций и экспедиций. 25 июля, совместно с лесовозом «Искра», началось движение по Северному морскому пути, который, в сопровождении ледоколов и авиации ледовой разведки, совместно с местными караванами был преодолен за 37 дней. Затем cудно зашло в порт Николаевская-на-Амуре где, после выгрузки зерна, на борт загрузили лес. Рейс закончился успешно с прибытием во Владивосток 8 октября 1935 (опоздание 3 дня от графика) без каких либо поломок и аварий, причем «Ванцетти» во время рейса было сэкономлено 250 тонн угля.
Это плавание вошло в историю как первое транспортное, экономически значимое предприятие Северного морского пути, причем совершенное на судах не ледокольного типа. Одновременно во встречном направлении СМП преодолели сухогрузы «Анадырь» и «Сталинград».
В Дальневосточном пароходстве «Ванцетти» работал до начала Великой Отечественной войны. 8 апреля 1942 года, выйдя из Владивостока в Петропавловск-Камчатский с грузом угля, судно стало обходить Японские острова с юга (северные проливы закрыли льды) и после прохода пролива Осуми подверглось обстрелу японской авиации, требовавшей двигаться в сторону берега. После неподчинения требованиям, «Ванцетти» был задержан японскими ВМФ и направлен в порт Кусимото, где пробыл под арестом около 2 недель.
По окончании рейса в Петропавловск-Камчатский, «Ванцетти» был направлен в Сан-Франциско на ремонт, где на борт установили вооружение, два пулемета системы «Эрликон» и кормовую универсальную трехдюймовую пушку а команда прошла обучение стрелково-артиллерийскому делу и тактике ведения боя с морскими и воздушными целями. Обратныым путем через Тихий океан в бухту Провидения «Ванцетти» доставил 3500 т авиационного бензина для арктической авиации, после чего, в составе Экспедиции особого назначения (ЭОН-18) вместе с лидером «Баку», пароход преодолел Северный морской путь в западном направлении и прибыл в Архангельск.

### Бой с немецкой подводной лодкой
Под командованием капитана В. М. Веронда в конце декабря 1942 года вышел в рейс из порта Архангельск на Исландию. 5 января 1943 года в 14 часов 30 минут судно было атаковано немецкой подводной лодкой, предположительно U-553. Лодка выпустила по «Ванцетти» залпом три торпеды, одна из которых оказалась неисправной и, не держась заданной глубины, пошла к цели на поверхности моря. Пароход совершил манёвры уклонения от торпед. После этого «Ванцетти» открыл огонь из пулемёта, на лодке объявили тревогу и срочное погружение.
В рейсовом донесении капитан В. М. Веронд, указал: первый снаряд дал перелёт и большой всплеск воды. Второй снаряд, попал в низ рубки, причём всплеска воды не дал. Разрыв был с большим количеством огня и резким металлическим звуком. Третий снаряд попал в корпус подводной лодки под пушкой и дал также разрыв с большим количеством пламени. Четвёртый унитарный патрон дал осечку, замок открыли и снаряд выбросили за борт. Во время манипуляций с четвёртым снарядом подводная лодка погрузилась. Ещё три снаряда были выпущены по месту её погружения. Лодка U-553 была повреждена, и считалась пропавшей без вести.
Версию с потоплением подводной лодки пароходом «Ванцетти» некоторые исследователи оспаривают полагая, что U-553 была потоплена позднее, или что пароход сразился с другой субмариной — U-354.
18 января 1943 года «Ванцетти» благополучно зашёл в порт Акюрейри, а 24 января встал на якорь на рейде в порту Рейкьявик. Прибывший на борт советский атташе и представители военно-морских сил Великобритании поздравили капитана В. Веронда и весь экипаж с победой. Как знак морской доблести, на стволе кормовой пушки появилась нанесённая красной краской полоса, означавшая, что из этой пушки была потоплена подводная лодка.
Затем «Ванцетти» последовал в Нью-Йорк, где был проведён капитальный ремонт, а оттуда с полным грузом через Панамский канал — во Владивосток.
1975 год стал последним годом службы этого парохода в составе СМП. Его торжественно проводили в последний рейс. В музее Холмска и музее FESCO Владивостока остались реликвии с борта судна, сахалинское телевидение сняло документальный фильм о пароходе и его капитане.